# Discografia de Sleeping with Sirens
A discografia da banda de rock americana Sleeping with Sirens consiste em sete álbuns de estúdio, um EP, um álbum ao vivo, uma coletânea, 33 singles e 16 videoclipes. A banda foi formada em 2009 e lançou seu álbum de estreia, With Ears to See and Eyes to Hear, um ano depois. Seu segundo single, "If I'm James Dean, You're Audrey Hepburn", gerou maior interesse da mídia pela banda e mais tarde foi certificado ouro pela Recording Industry Association of America. Em 2013, o grupo teve seu primeiro lançamento entre os dez primeiros quando o terceiro álbum de estúdio, Feel, entrou na Billboard 200 em terceiro lugar.

## Álbuns

### Álbuns de estúdio
| With Ears to See and Eyes to Hear                  | - Lançamento: 23 de março de 2010 - Gravadora: Rise - Formatos: CD, download digital            | —  | — | —  | —   | —  | —   | —  | —  | —  | —  | - EUA: 25,000  |
| Let's Cheers to This                               | - Lançamento: 10 de maio de 2011 - Gravadora: Rise - Formatos: CD, download digital             | 78 | 5 | —  | —   | —  | —   | —  | —  | —  | —  |                |
| Feel                                               | - Lançamento: 4 de junho de 2013 - Gravadora: Rise - Formatos: CD, download digital             | 3  | 2 | 14 | —   | —  | —   | —  | 38 | 36 | 3  | - EUA: 180,000 |
| Madness                                            | - Lançamento: 17 de março de 2015 - Gravadora: Epitaph - Formatos: CD, download digital         | 13 | 1 | 13 | 122 | 23 | 159 | 83 | 33 | 26 | 1  | - EUA: 79,200  |
| Gossip                                             | - Lançamento: 22 de setembro de 2017 - Gravadora: Warner Bros. - Formatos: CD, download digital | 38 | — | 64 | 133 | —  | —   | —  | —  | —  | 14 |                |
| How It Feels to Be Lost                            | - Lançamento: 6 de setembro de 2019 - Gravadora: Sumerian - Formatos: CD, download digital      | 92 | 4 | —  | —   | —  | —   | —  | 84 | —  | 4  |                |
| Complete Collapse                                  | - Lançamento: 14 de outubro de 2022 - Gravadora: Sumerian - Formatos: streaming                 | —  | — | —  | —   | —  | —   | —  | —  | —  | 25 |                |
| "—" denota que o lançamento não figurou na parada. |                                                                                                 |    |   |    |     |    |     |    |    |    |    |                |

### Álbuns ao vivo
| Título             | Detalhes                                                                               | Posição de pico nas paradas | Posição de pico nas paradas | Posição de pico nas paradas | Posição de pico nas paradas |
| Título             | Detalhes                                                                               | US                          | US Indie                    | US Rock                     | US Alt.                     |
| ------------------ | -------------------------------------------------------------------------------------- | --------------------------- | --------------------------- | --------------------------- | --------------------------- |
| Live and Unplugged | - Lançamento: 8 de abril de 2016 - Gravadora: Epitaph - Formatos: CD, download digital | 174                         | 14                          | 26                          | 19                          |

### Álbuns de compilação
| Título         | Detalhes                                                               |
| -------------- | ---------------------------------------------------------------------- |
| The Rise Years | - Lançamento: 31 de março de 2016 - Gravadora: Rise - Formatos: Vinill |

### EPs
| Título                                             | Detalhes                                                                             | Posição de pico nas paradas | Posição de pico nas paradas | Posição de pico nas paradas | Posição de pico nas paradas | Posição de pico nas paradas | Posição de pico nas paradas |
| Título                                             | Detalhes                                                                             | US                          | US Indie                    | US Rock                     | US Hard Rock                | AUS Hit                     | CAN Alt                     |
| -------------------------------------------------- | ------------------------------------------------------------------------------------ | --------------------------- | --------------------------- | --------------------------- | --------------------------- | --------------------------- | --------------------------- |
| If You Were a Movie, This Would Be Your Soundtrack | - Lançamento: 26 de junho de 2012 - Gravadora: Rise - Formatos: CD, download digital | 17                          | 4                           | 6                           | 4                           | 11                          | 42                          |

## Singles
| Título                                             | Ano  | Posição de pico nas paradas | Posição de pico nas paradas | Posição de pico nas paradas | Posição de pico nas paradas | Posição de pico nas paradas | Certificações   | Álbum                                              |
| Título                                             | Ano  | US Bub.                     | US Alt.                     | US Main.                    | US Rock                     | UK Rock                     | Certificações   | Álbum                                              |
| -------------------------------------------------- | ---- | --------------------------- | --------------------------- | --------------------------- | --------------------------- | --------------------------- | --------------- | -------------------------------------------------- |
| "You Kill Me (In a Good Way)"                      | 2010 | —                           | —                           | —                           | —                           | —                           |                 | With Ears to See and Eyes to Hear                  |
| "If I'm James Dean, You're Audrey Hepburn"         | 2010 | —                           | —                           | —                           | —                           | —                           | - RIAA: Ouro    | With Ears to See and Eyes to Hear                  |
| "With Ears to See, and Eyes to Hear"               | 2010 | —                           | —                           | —                           | —                           | —                           |                 | With Ears to See and Eyes to Hear                  |
| "Do It Now Remember It Later"                      | 2011 | —                           | —                           | —                           | —                           | —                           |                 | Let's Cheers to This                               |
| "Fire"                                             | 2011 | —                           | —                           | —                           | —                           | —                           |                 | Let's Cheers to This                               |
| "If You Can't Hang"                                | 2011 | —                           | —                           | —                           | —                           | —                           | - RIAA: Platina | Let's Cheers to This                               |
| "A Trophy Father's Trophy Son"                     | 2011 | —                           | —                           | —                           | —                           | —                           |                 | Let's Cheers to This                               |
| "Stomach Tied In Knots"                            | 2012 | —                           | —                           | —                           | —                           | —                           |                 | If You Were a Movie, This Would Be Your Soundtrack |
| "Roger Rabbit"                                     | 2012 | —                           | —                           | —                           | —                           | —                           | - RIAA: Ouro    | If You Were a Movie, This Would Be Your Soundtrack |
| "Don't You Ever Forget About Me"                   | 2012 | —                           | —                           | —                           | —                           | —                           |                 | If You Were a Movie, This Would Be Your Soundtrack |
| "Dead Walker Texas Ranger"                         | 2012 | —                           | —                           | —                           | —                           | 19                          |                 | Não faz parte de um álbum                          |
| "Low"                                              | 2013 | 7                           | —                           | —                           | 17                          | 7                           |                 | Feel                                               |
| "Alone" (com Machine Gun Kelly)                    | 2013 | —                           | —                           | —                           | 23                          | 21                          |                 | Feel                                               |
| "Congratulations" (com Matty Mullins)              | 2013 | —                           | —                           | —                           | —                           | —                           |                 | Feel                                               |
| "Kick Me"                                          | 2014 | —                           | —                           | —                           | 23                          | 10                          |                 | Madness                                            |
| "Go Go Go"                                         | 2015 | —                           | —                           | —                           | —                           | —                           |                 | Madness                                            |
| "Better Off Dead"                                  | 2015 | —                           | —                           | —                           | —                           | —                           |                 | Madness                                            |
| "Legends"                                          | 2017 | —                           | 18                          | —                           | —                           | —                           |                 | Gossip                                             |
| "Empire to Ashes"                                  | 2017 | —                           | —                           | —                           | —                           | —                           |                 | Gossip                                             |
| "Cheers"                                           | 2017 | —                           | —                           | —                           | —                           | —                           |                 | Gossip                                             |
| "Trouble"                                          | 2017 | —                           | —                           | —                           | —                           | —                           |                 | Gossip                                             |
| "Christmas on the Road"                            | 2017 | —                           | —                           | —                           | —                           | —                           |                 | Não faz parte de um álbum                          |
| "Leave It All Behind"                              | 2019 | —                           | —                           | —                           | —                           | —                           |                 | How It Feels to Be Lost                            |
| "Break Me Down"                                    | 2019 | —                           | —                           | —                           | —                           | —                           |                 | How It Feels to Be Lost                            |
| "Agree to Disagree"                                | 2019 | —                           | —                           | 33                          | —                           | —                           |                 | How It Feels to Be Lost                            |
| "How It Feels to Be Lost"                          | 2019 | —                           | —                           | —                           | —                           | —                           |                 | How It Feels to Be Lost                            |
| "Talking To Myself"                                | 2020 | —                           | —                           | —                           | —                           | —                           |                 | How It Feels to Be Lost                            |
| "Bloody Knuckles"                                  | 2021 | —                           | —                           | —                           | —                           | —                           |                 | Complete Collapse                                  |
| "Crosses" (com Spencer Chamberlain)                | 2022 | —                           | —                           | —                           | —                           | —                           |                 | Complete Collapse                                  |
| "Let You Down" (com Charlotte Sands)               | 2022 | —                           | —                           | —                           | —                           | —                           |                 | Complete Collapse                                  |
| "Ctrl + Alt + Del"                                 | 2022 | —                           | —                           | —                           | —                           | —                           |                 | Complete Collapse                                  |
| "Complete Collapse"                                | 2022 | —                           | —                           | 33                          | —                           | —                           |                 | Complete Collapse                                  |
| "—" denota que o lançamento não figurou na parada. |      |                             |                             |                             |                             |                             |                 |                                                    |

### Singles promocionais
| "The Best There Ever Was"                          | 2013 | —  | Feel    |
| "Free Now"                                         | 2013 | —  | Feel    |
| "Congratulations"                                  | 2013 | —  | Feel    |
| "We Like It Loud"                                  | 2015 | —  | Madness |
| "Fly"                                              | 2015 | 13 | Madness |
| "Gold"                                             | 2015 | —  | Madness |
| "Save Me a Spark"                                  | 2015 | —  | Madness |
| "—" denota que o lançamento não figurou na parada. |      |    |         |

## Outras participações
- Punk Goes Pop 4 com "Fuck You!" (cover de Cee Lo Green)
- Warped Tour 2012 com "Tally It Up: Settle the Score"
- Warped Tour 2013 com "Do It Now Remember It Later"
- This Is Your Sign (Part 1) com "Never Ending Nightmare"; colaboração com Citizen Soldier

## Videoclipes
| Ano  | Título                                     | Diretor(es)             |
| ---- | ------------------------------------------ | ----------------------- |
| 2009 | "If I'm James Dean, You're Audrey Hepburn" |                         |
| 2010 | "With Ears to See and Eyes to Hear"        |                         |
| 2011 | "If You Can't Hang"                        |                         |
| 2012 | "Do It Now Remember It Later"              | Drew Russ               |
| 2012 | "Roger Rabbit"                             | Drew Russ               |
| 2013 | "Alone (com MGK)"                          |                         |
| 2013 | "Congratulations (com Matty Mullins)"      | Drew Russ               |
| 2014 | "Kick Me"                                  | Sitcom Soldiers         |
| 2015 | "Go Go Go"                                 | Sean Garcia             |
| 2015 | "The Strays"                               | Sitcom Soldiers         |
| 2015 | "Better Off Dead"                          | Sitcom Soldiers         |
| 2016 | "Gold"                                     |                         |
| 2017 | "Legends"                                  | Erik Rojas & Joe Mischo |
| 2019 | "Leave It All Behind"                      | Sitcom Soldiers         |
| 2019 | "Agree To Disagree"                        | Sitcom Soldiers         |
| 2019 | "How It Feels To Be Lost"                  | Frankie Nasso           |
| 2022 | "Crosses (com Spencer Chamberlain)         |                         |
| 2022 | "Let You Down" (com Charlotte Sands)       |                         |
| 2022 | "Complete Collapse"                        | Brian Cox               |